# 腫肋龍屬
腫肋龍屬（學名：Pachypleurosaurus）是種史前海生爬行動物，屬於幻龍目的腫肋龍亞目，生存於三疊紀中期的歐洲，約2億3000萬年前。模式種是愛氏腫肋龍（P. edwardsi），屬名意為「厚肋骨的蜥蜴」。
腫肋龍屬於幻龍目，是蛇頸龍目、楯齒龍目的近親。不同於蛇頸龍類的高度特化鰭狀肢，幻龍類的手掌、腳掌仍然類似陸棲四足類。牠們身长30～40厘米，可能藉由脊柱的左右擺動，以提供在水中向前推進的力量。游动时可以将腿收起，贴在身体两侧，是身体呈流线型。如同其他幻龍類，腫肋龍是種海生爬行動物，可能以小型無脊椎動物為食。